# Kirtisjo
Kirtisjo är en glaciär i Georgien. Den ligger i den norra delen av landet, i regionen Ratja-Letjchumi och Nedre Svanetien.